# 三十铺镇
三十铺镇，是中华人民共和国安徽省六安市金安区下辖的一个乡镇级行政单位。1984年三十铺乡撤乡成镇，王文武担任三十铺镇第一任镇长。

## 行政区划
三十铺镇下辖以下地区：
街道社区、三十铺村、桑河村、胡大楼村、红旗村、凤凰村、猴枣树村、老家郢村、三岔河村、郝家岗村、青松村、双墩村、枣树回民村、黄大塘村、刁岗村、河东村、史祠村、四十铺村、关塘村、和平村、大桥畈村、黄堰村、倪店村、松林村、罗管村、赵寨村和太平村。